# Могила жертв фашизма (Могилёв)
Могила жертв фашизма — мемориал на Еврейском (Общественном) кладбище в Могилеве . Похоронено 2208 евреев из могилевского гетто, расстрелянных немецко-фашистскими оккупантами 3 октября 1941 года  .

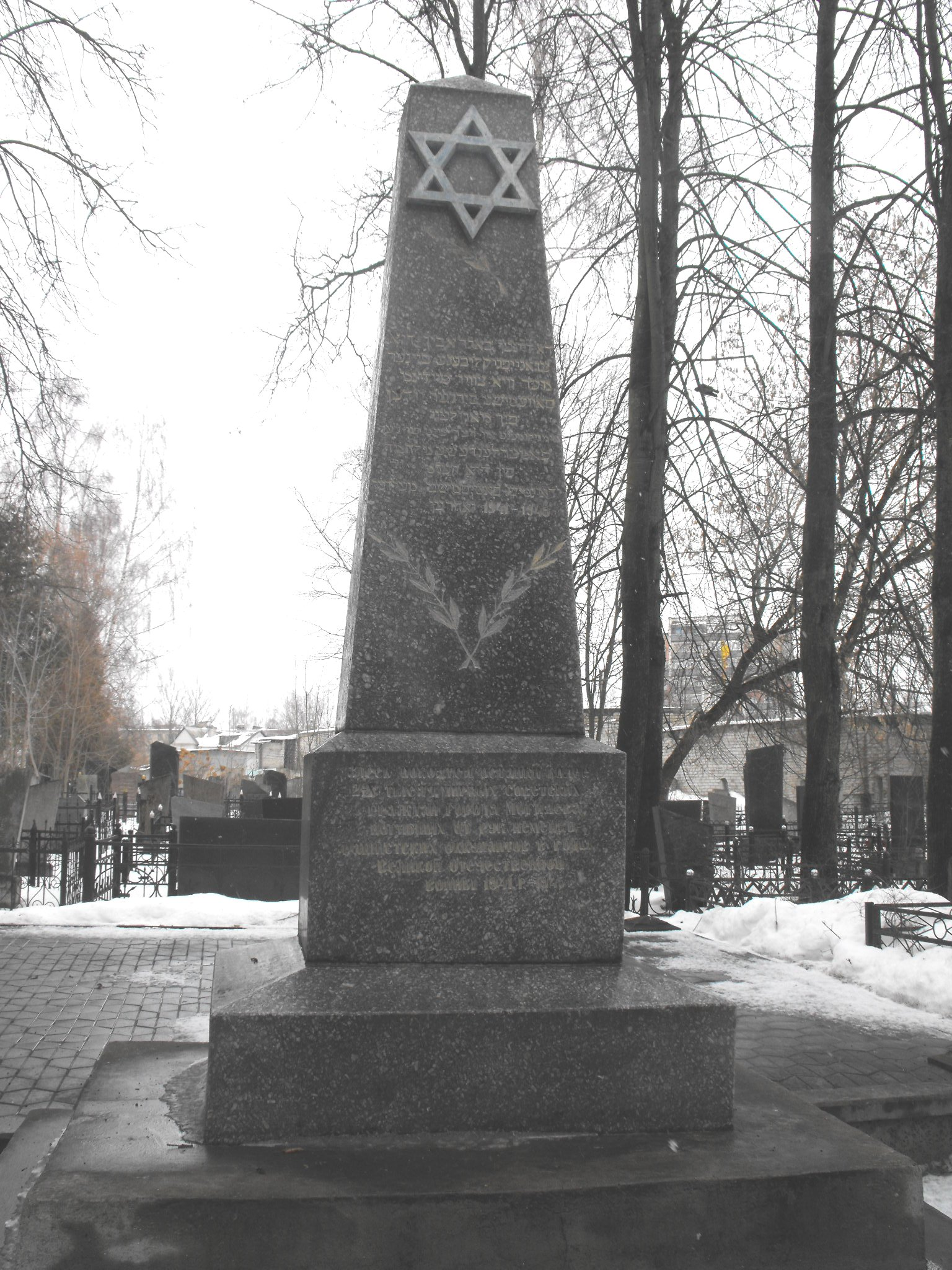
Обелиск на могиле

В октябре 1941 года оккупанты провели две «акции» (таким эвфемизмом нацисты называли организованные ими массовые убийства) по уничтожению гетто в Дубровнике  . Первое массовое убийство произошло 2-3 октября 1941 года . Убийцами евреев были айнзатцкоманда 8, 316-й и 322-й полицейские батальоны, а также 51-й украинский охранный батальон и полицейское подразделение «Вальденбург», которые убили 2 273 еврея  — 65 из них были убиты непосредственно в гетто 2 октября, остальные 2 208 человек сначала согнали на завод имени Димитрова, а затем расстреляли 3 октября на Еврейском кладбище.

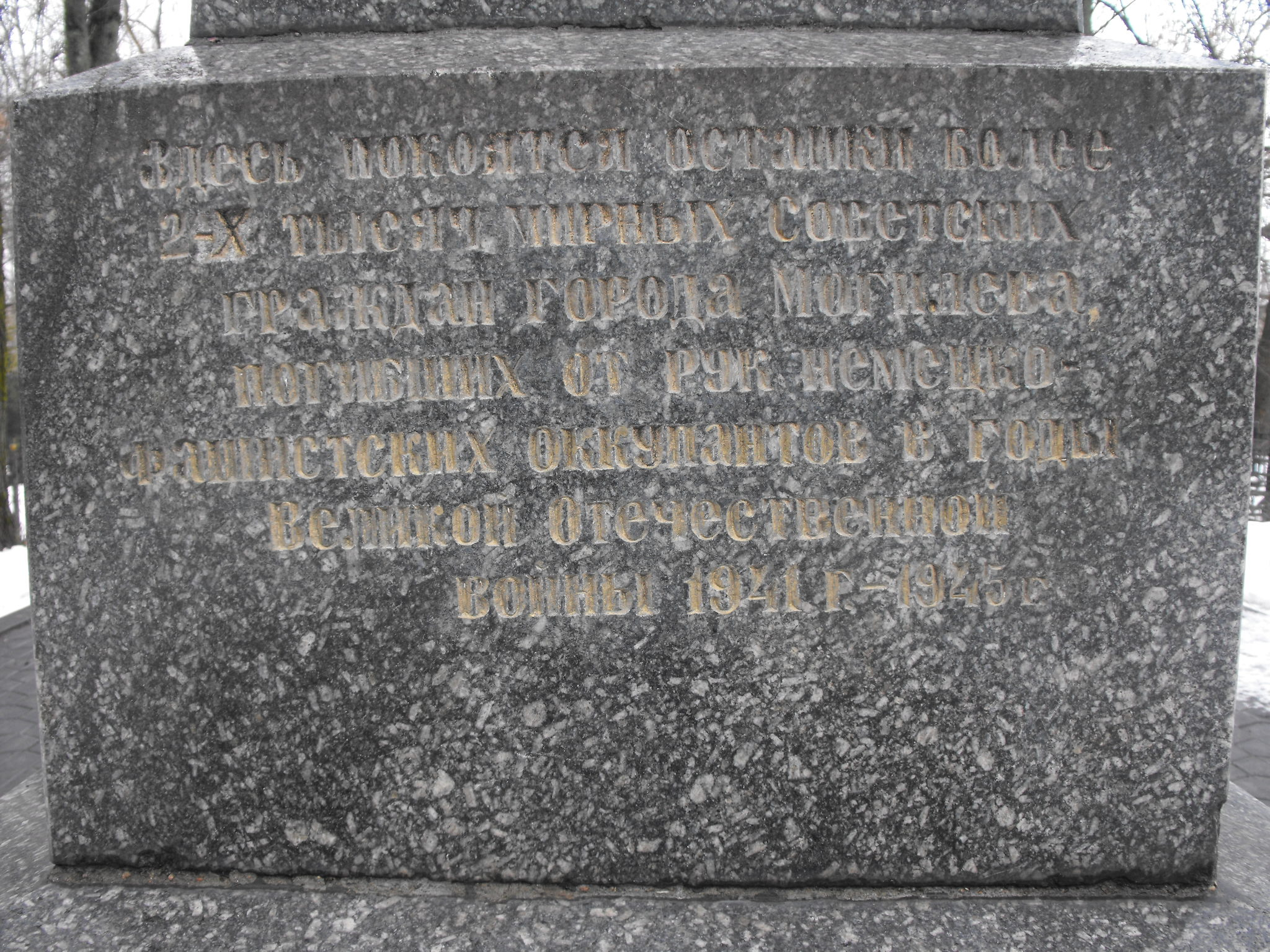
Надпись на обелиске

В 1965 году на могиле был установлен мраморный обелиск  высотой 4 м  . Надпись на памятнике говорит о «советских гражданах», не уточняя обстоятельств и национальности погибших.